# 豐川悅司
豐川悅司（日语：豊川悦司，1962年3月18日—），日本著名的男演員，關西学院大學文學部美學科肄業，大阪府出身，活躍於電視、電影界，曾因扮演「金田一耕助」一角而廣為人知；1995年，以連續劇《跟我說愛我》和電影《情書》獲得廣大矚目。經紀公司為ALPHA AGENCY。

## 經歷
豐川畢業自八尾市立志紀中學校、大阪府立清水谷高等學校，關西學院大學文學部肄業。大學時期，在校中屬於演劇部。曾為劇團演劇集團 圓研究生，其後進入渡辺えり子主導的「劇團3○○」。他以前還沒成名時 因為熬了快十年還沒成名 本來打算放棄演戲
1992年，豐川於電視劇《NIGHT HEAD》與武田真治共演，初步獲得注目，並在20歲世代的女性中受到極大關注。1995年，在TBS電視台的話題連續劇《跟我說愛我》飾演罹患聽力障礙的年輕畫家，劇中克服障礙追求愛情的深情演繹一度創下最高收視率28.1%的紀録，並在華人地區造成話題，成為90年代日本電視劇經典作之一；其後，亦接連演出多部電影和電視劇，並獲得多項電影、電視獎項。
2011年，第36回湯布院電影節舉辦豐川悅司特及影展，一共播映《必死剣鳥刺し》、《謹告犯人》、《傷だらけの天使》、《今度は愛妻家》等四部作品。

## 人物
除了演員的發展重心，豐川亦將觸角延伸至編劇和導演領域，而幾乎不參與綜藝節目的錄製。亦不喜將私人生活曝光於公眾媒體之下，除了宣傳作品時的採訪，其他訪問亦極為少見。
1997年，豐川與連續劇《青鳥》中合作的髮型師結婚，育有一男一女。2005年12月31日，兩人離婚，小孩監護權歸屬妻。
2008年，在自家食用牡蠣鍋時突然被救護車緊急送醫。原因為火鍋中的食材（是何食材不清楚）引起休克症狀所致。
2015年5月，與原從事美容業的圈外人士再婚，並產下一女。

## 戲劇演出

### 電影
- 君は僕をスキになる（1989年）＜電影初出演作＞
- 3-4X10月（1990年）＜北野武導演作品＞
- 病院へ行こう（1990年）……藥師丸博子的同僚醫師
- 女教師・濡れたピアノの下で（1991年）……凶悪殺人鬼
- 12人の優しい日本人（1991年）
- 愛我請告訴我（1992年）……岸田睦月
- 釣りバカ日誌6（1993年）……記者
- undo（1994年）
- NIGHT HEAD（暗夜第六感）（1994年）（主演）
- 居酒屋的幽靈（1994年）……杉本延也＜與萩原健一共演＞
- 情書（1995年）……秋葉茂
- 逃走遊戯 NO WAY BACK（1996年）……＜與羅素·克洛共演＞
- 男達のかいた絵（1996年）
- 八墓村（日语：八つ墓村 (1996年の映画)）（1996年）……金田一耕助（主演）
- 傷だらけの天使 （1997年）
- MISTY（1997年）
- Lie lie Lie（1997年）
- 千年旅人（1999年）（主演）
- 顔（2000年）……中上洋行
- ざわざわ下北沢 （2000年）
- 新・仁義なき戦い（2000年）
- DOG STARドッグ．スター（2002）……シロー（主演）
- 命（2002年）……東由多加
- 小波～さざなみ～（2002）
- MOON CHILD（2003年）……ヴァンパイア「ルカ」
- 丹下左膳 百萬兩之壺（2004年）……丹下左膳
- 剪刀男（2004年）……安永
- 湖邊凶殺案（2004年）
- 北の零年（2005年）……アシリカ
- ビートキッズ（2005年）
- 妖怪大战争（2005年）……加藤保憲
- 自由戀愛（2005）
- 大停電の夜に（2005年）……木戸晉一
- 疾走（2005年）……神父（宮原雄一。エリが通う教會の神父）
- やわらかい生活（2006年）
- 日本沈沒（2006年）……田所雄介博士
- LOFT（2006年）
- 扶桑花女孩（2006年）……谷川洋二朗
- ありがとう（2006年）
- 愛の流刑地（2007年）……村尾菊治
- 魂萌え（2007年）……野田
- 椿三十郎（2007年）……室戸半兵衛
- 謹告犯人（2007年）……卷島史彥
- 一郎二郎 東京大夜逃！（2007年）……上原一郎
- 接吻（2007年）
- 與狗狗的10個約定（2007年）
- サウスバウンド （2007年）
- 石內尋常高等小學校 花は散れども（2008年）＜導演新藤兼人95歲的最新作＞
- 20世紀少年 3部作（2008-2009年） - オッチョ役
- 愛妻家（2010年）……北見俊介
- 必死劍鳥刺し(2010年) - 兼見三左エ門 (藤沢周平執導)
- 白金數據（2013年）……淺間 玲司
- 菜鳥評審員（2014年）……大瀧 一郎
- 春之峰 攀越夢想（2014年）……多田悟郎
- 謎樣的他（娚の一生）（2015年）……海江田醇

- 後妻業之女（日语：後妻業#映画）（暫譯，2016年） - 柏木亨
- 3月的獅子（2017年） - 幸田柾近
- 拉普拉斯的魔女（日语：ラプラスの魔女#映画）（2018年） - 甘粕才生
- 陪睡大人（日语：のみとり侍）（2018年） - 清兵衛
- 龐克武士（日语：パンク侍、斬られて候）（2018年） - 内藤帯刀
- 椿花散落（日语：散り椿）（暫譯，2018年） - 旁白
- 馬拉松武士（日语：幕末まらそん侍#映画）（2019年） - 五百鬼祐虎
- 亡命之途（2019年） - 島
- 決戰中途島（2019年） - 山本五十六
- 最後的情書（2020年） - 阿藤
- 永不開槍（日语：一度も撃ってません）（2020年） - 周雄
- 不讓小孩子知道（2021年） - 藁谷友充
- 糸道（日语：いとみち#映画）（2021年）- 相馬耕一
- 鳩的擊退法（日语：鳩の撃退法）（2021年） - 倉田健次郎
- 王者天下2：至遙遠的大地（日语：キングダム2 遥かなる大地へ）（2022年）- ヒョウ公
- 愛情失格（日语：あちらにいる鬼）（2022年）- 白木篤郎（主演）
- 於是我走投無路（日语：そして僕は途方に暮れる）（2023年）- 菅原浩二
- 仕掛人・藤枝梅安（日语：仕掛人・藤枝梅安） 第一作（2023年）- 藤枝梅安（主演）
  - 第二作（2023年）
- Revolver LILY.（日语：リボルバー・リリー）（2023年）- 細見欣也

### 電視劇
- あいつがトラブル 最終回（1990年）富士電視台……犯人の一人
- 世界奇妙物語「考生」（1991年）富士電視台
- 夢見るくらいいいじゃない（1991年）日本電視台
- しゃぼん玉（1991年）富士電視台……ヒットマン
- 太平記（1991年）NHK……吉次
- 赤頭巾快刀亂麻（1991年）NHK
- 裡刑事（1992年）朝日電視台……犯人
- 暗夜第六感（1992年）富士電視台……霧原直人※主演
- 欲愛不能（1992年）日本電視台
- 青春牡丹燈籠（1993年）NHK……新三郎
- 茶煲愛情（1993年）讀賣電視台
- 炎立（1993年）NHK……清原家衡
- RUN（1993年）TBS……石原裕一
- 海が見たいと君が言って（1994年）富士電視台……聲音出演
- 世界奇妙物語'94冬の特別編 「ルナティック・ラヴ」（1994年）富士※主演
- 愛，沒有明天（1994年）富士電視台……神矢征司
- 為愛而活（1994年）富士電視台……植草聖一
- 跟我說愛我（1995年）TBS電視台……榊晃次※主演
- 青鳥（1997年）TBS電視台……柴田理森 ※主演
- 歡迎光臨同學會（1999年）TBS電視台……阪木旬一
- 危險關係（1999年）富士電視台……魚住新兒
- 第17年的爸爸（2001年）TBS電視台……※主演
- 壞人們（2001年）東京電視台……戶谷信一
- 愛的故事（2001年）TBS電視台……永瀨康※主演
- 至上の戀　愛は海を越えて（2001年）NHK
- 少年　星の巣（2002年）BS-i……※主演
- 少年－ビートたけし原作珠玉ドラマ3編（2002年）TBS電視台
- 逝去的約定　引き裂かれた愛の行方（2003年）關西電視台【電視劇特別篇】
- Et Alors－エ・アロール－（2003年）TBS電視台……來棲貴文※主演
- 青春の門－築豊篇－（2005年）TBS電視台……伊吹重蔵 ※主演
- 自由戀愛（2005年）WOWOW
- 「太宰治物語」ドラマ特別企画（2005年）TBS電視台
- 垃圾律師（2006年4月-6月）TBS電視台……九頭元人※主演
- 江~公主們的戰國~ (2011年) NHK……織田信長
- 美雨 ビューティフルレイン(2012年) 富士電視台……木下圭介
- 一半，藍色。 (2018年) NHK……秋風羽織
- 我家女兒交不到男朋友（2021年）日本電視台……一之瀨風雅

## 獎項

### 獲獎
- 1992年
  - 第14回橫濱電影節 最優秀新人賞
  - 第18回大阪電影節 助演男優賞
  - 第16回日本電影金像獎 新人賞
  - 黃金飛翔獎（日语：エランドール新人賞）
- 1995年
  - 第20回報知電影獎 最優秀助演男優賞（情書）
  - 第17回橫濱電影節 主演男優賞（情書）
  - 第10回高崎電影節 助演男優賞（情書）
  - ゴールデン・アロー賞
  - 第6回日劇學院賞 最佳男主角（跟我說愛我）
  - 第6回日劇學院賞 最佳服裝造型（跟我說愛我）
  - 第19回日本電影金像獎 優秀助演男優賞、話題賞（情書）
- 1997
  - 第12回高崎電影節 主演男優賞
  - 第20回日本電影金像獎 優秀主演男優賞
- 1999
  - 第23回日劇學院賞 最佳男主角（危險關係）
- 2000年
  - 第15回高崎電影節 主演男優賞
- 2002
  - 第26回日本電影金像獎 優秀主演男優賞
- 2005
  - 第29回日本電影金像獎 優秀助演男優賞
- 2006
  - 第49回日劇學院賞 最佳男主角（垃圾律師）

### 提名
- 1995年日本奧斯卡最佳男配角獎提名（情書）
- 1995年橫濱電影節最佳男主角（情書）

## 外部連結
- 經濟公司官方網站（页面存档备份，存于）
- kinenote網站介紹（页面存档备份，存于）